# Домашівська сільська рада
Домашівська сільська рада — колишній орган місцевого самоврядування у Сокальському районі Львівської області. Адміністративний центр ради — село Домашів.

## Населені пункти
Сільській раді були підпорядковані населені пункти:
- с. Домашів
- с. Воронів
- с. Діброва
- с. Острівок

## Склад ради
Рада складалася з 16 депутатів та голови.

### Керівний склад попередніх скликань
| ПІБ                      | Основні відомості                                                                 | Дата обрання | Дата звільнення |
| ------------------------ | --------------------------------------------------------------------------------- | ------------ | --------------- |
| Вацишин Ольга Михайлівна | Сільський голова, 1962 р.н., освіта, позапартійна                                 | 26.03.2006   | 31.10.2010      |
| Ващишин Ольга Михайлівна | Сільський голова, 1962 р.н., освіта вища, член Конгресу Українських Націоналістів | 31.10.2010   |                 |

Примітка: таблиця складена за даними джерела